# Sonam Chuki
Sonam Chuki (* 7. April 1963) ist eine ehemalige bhutanische Bogenschützin. 

## Karriere
Sonam Chuki gehörte der ersten Olympiamannschaft Bhutans bei den Olympischen Sommerspielen 1984 in Los Angeles an. Im Einzelwettkampf belegte sie den 43. Rang.